# ناثان وارد
ناثان وارد هو لاعب هوكي الجليد كندي، ولد في 8 ديسمبر 1981 في إدمونتون في كندا.

## وصلات خارجية
- ناثان وارد على موقع EliteProspects.com (الإنجليزية)
- ناثان وارد على موقع HockeyDB.com (الإنجليزية)